# Arheološko nalazište Brezovica
Arheološki lokalitet Brezovica je nalazište na lokaciji Petrovsko, zaštićeno kulturno dobro.

## Opis dobra
Arheološko nalazište „Brezovica“ nalazi se na južnim padinama gore Brezovice, na 581m n/v, u općini Petrovsko, u sjevernom dijelu Zagorja. Smješten na dominantnom geostrateškom položaju, sa sjeverne i istočne strane prirodno je zaštićeno vrlo strmim i nepristupačnim padinama dok se na južnoj strani protežu terasasti položaji s umjetno niveliranim zaravnima orijentacije istok-zapad. Otkriven je 2010., a rekognosciranjem terena 2010. i 2016., uočeni su kulturni slojevi u profilu ceste koja je probijena kroz šumu do vrha planine za potrebe izgradnje odašiljača. Na osnovu tipološke i kronološke klasifikacije prikupljenog materijala može se okvirno datirati u razdoblje od kasnog brončanog doba do antičkog perioda što indicira na višekratno naseljavanje lokacije.

## Zaštita
Pod oznakom P-5263 zavedena je kao zaštićeno kulturno dobro - pojedinačno, pravna statusa zaštićena kulturnog dobra, klasificirano kao "arheološka kulturna baština".